# FC Lica-Lica Lemorai
Der FC Lica-Lica Lemorai ist ein osttimoresischer Fußballverein. Er ist in der Stadt Viqueque ansässig.

## Geschichte
2015 fand die Qualifikationsrunde für die neugegründete Liga Futebol Amadora statt. Der FC Lica-Lica Lemorai landete in der Gruppe D auf dem vierten Platz und musste daher in der Saison 2016 in die Segunda Divisão. Hier erreichte man in der Gruppe B den dritten Platz von sieben Mannschaften, weswegen man auch in der Saison 2017 in der zweiten Liga spielte. Hier kam man auf Platz 3 der Gruppe B. In der Liga Futebol Amadora Segunda Divisão 2018 kam man auf Platz 7 von 12.
Beim Taça 12 de Novembro 2016 schied man gleich in der ersten Runde mit 1:3 gegen den Académica FC aus. 2017 und 2018 scheiterte man ebenfalls in der ersten Runde.